# WinHelp
Microsoft WinHelp是Windows操作系統上联机帮助文件的一種格式，用戶可以通過Microsoft帮助浏览器winhelp.exe或winhlp32.exe兩款程序看到該格式文件的內容。該文件格式是基于RTF衍生而來。而在Windows 3.0系統到Windows XP中，常見的幫助文件格式依然以該格式為主。WinHelp在Windows Vista中被删除，据称是微軟为阻止软件开发人员使用过时的格式并鼓励使用更新的帮助文件格式。